# Feminització (sociologia)

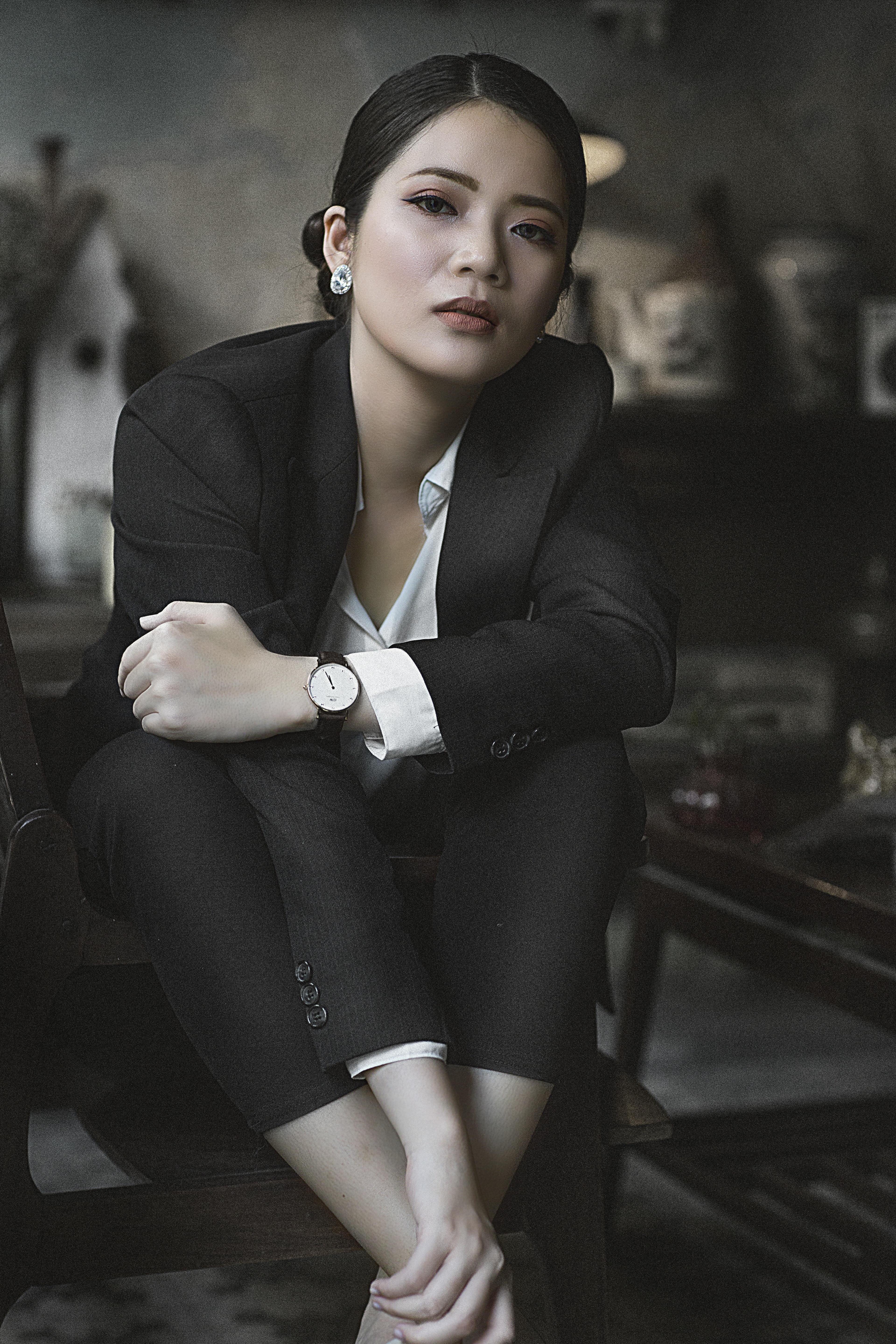

La feminització és, en sociologia, un canvi en el rol de gènere i el rol sexual dins d'una societat, grup, o organització cap a un enfocament sobre allò femení. És el contrari d'un enfocament cultural sobre la masculinitat.
L'estudiosa Ann Douglas va descriure cronològicament l'augment de la "feminització" sentimental de la cultura de masses estatunidenca en el segle xix, en la qual els escriptors d'ambdós sexes subratllaven les conviccions populars sobre les debilitats de les dones, els desitjos, i un lloc adequat en el món.
Exemples potencials de feminització en la societat:
- Feminització en l'educació[2]
- Feminització en el lloc de treball
- Feminització en la migració

El terme en principi s'usava per a descriure les dones; tanmateix, amb el temps, el seu significat s'ha desplaçat i ara pot descriure el procés d'algú o alguna cosa que esdevé més femení mitjançant l'adopció de qualitats femenines.